# Contea di Uinta
La contea di Uinta (in inglese Uinta County) è una contea dello Stato del Wyoming, negli Stati Uniti. La popolazione al censimento del 2014 era di 20 904 abitanti. Il capoluogo di contea è Evanston.

## Geografia
La contea si trova nel sud-ovest dello Stato. Comprende due distinti sistemi fluviali: quello del fiume Bear e quello del Blacks Fork, separati da una serie di montagne basse conosciute come Three Sisters.
Nella contea si trova l'area protetta statale di Fort Bridger.
Il capoluogo, Evanston, e la cittadina di Bear River si trovano nella valle del fiume Bear. Le città di Fort Bridger, Mountain View e Lyman si trovano invece nella parte orientale della contea, nella valle del fiume Blacks Fork.

### Contee confinanti
- Contea di Lincoln - nord
- Contea di Rich (Utah) - ovest
- Contea di Summit (Utah) - sud/sud-ovest
- Contea di Sweetwater - est

## Storia
La contea fu creata nel 1869. La contea deve il suo nome ai monti Uinta nel sud.

## Comuni

### City
- Evanston (capoluogo)

### Towns
- Bear River
- Lyman
- Mountain View

### Census-designated places
- Carter
- Fort Bridger
- Lonetree
- Robertson
- Urie